# Distretto di Tokaj
Il distretto di Tokaj (in ungherese Tokaji járás) è un distretto dell'Ungheria, situato nella provincia di Borsod-Abaúj-Zemplén.